# Chloropoea flava
Chloropoea flava är en fjärilsart som beskrevs av Jackson 1956. Chloropoea flava ingår i släktet Chloropoea och familjen praktfjärilar. Inga underarter finns listade i Catalogue of Life.